# Fritz Schäuffele

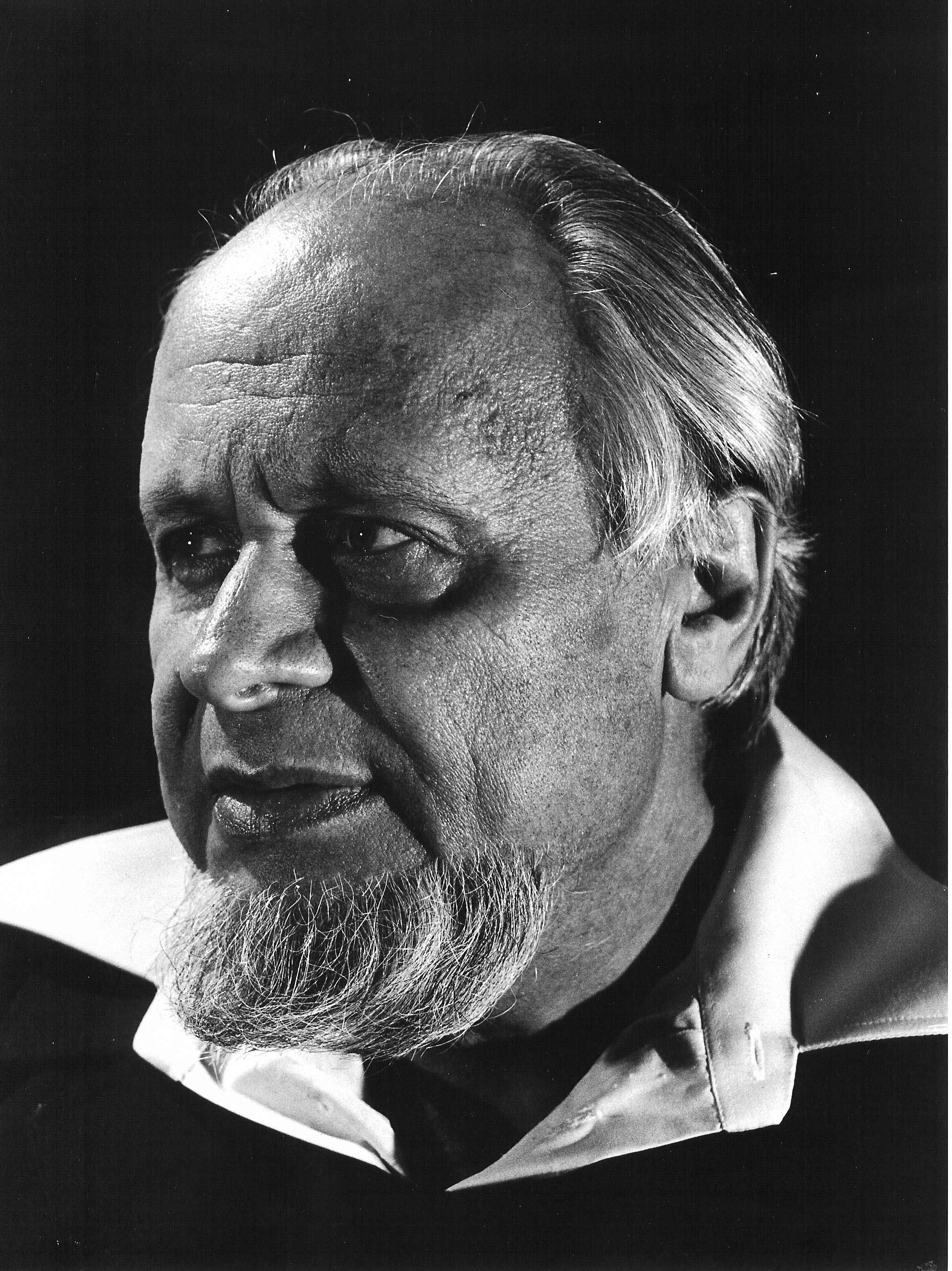
Porträt von Fritz Schäuffele

Oskar Fritz Schäuffele (* 29. Februar 1916 in Bern; † 18. Januar 1991 in Heiden) war ein Schweizer Publizist und Mitarbeiter der ersten Stunde beim Schweizer Fernsehen.

## Leben
Fritz Schäuffele wurde am 29. Februar 1916 als einziges Kind von Johanna Knörri und Oskar Schäuffele in Bern geboren. Seine frühen Kinderjahre verbrachte er in St. Gallen. Später zog die Familie zurück nach Bern und schliesslich nach Basel, wo er die Schule mit der Matura abschloss. Theater und Medien faszinierten den sprachbegabten jungen Mann schon früh. Schliesslich landete er bei Radio SRG Studio Basel, wo er neben der Wunschkonzert Moderation, den Briefkastenonkel mit seiner speziellen, in Reimen vorgetragenen Art, bereicherte. Die fristlose Entlassung erfolgte, als sich auf das Wort "Marsch" kein passenderes Wort als ein Unanständiges finden liess.
1963 fing er beim Schweizer Fernsehen an, wo er in den 1960er Jahren die Sendung "Sonntags zwischen 4 und 6" moderierte, Skripts für Fernsehsendungen schrieb und später die Sprecherinnen ausbildete. Im Lauf seines Lebens hat er mehrere Bücher geschrieben. Auch als Koch machte er sich einen kleinen aber feinen Namen. Als Gründungsmitglied des "Clubs kochender Männer" (Marmite) verbrachte er manche Stunde in der Küche.
Schäuffele war in erster Ehe mit Klara Klauser verheiratet. Aus dieser Verbindung stammt eine Tochter, Elisabeth. In zweiter Ehe heiratete er 1960 Heidi Stöckli. Tochter Ursula entstammt dieser Ehe. 1991 starb Fritz Schäuffele in Heiden.

## Werke
- Die unheile Welt des Joseph Andermann, 1991
- Manual für Medien-Manipulatoren, 1989
- Meine Bubenjahre in St. Gallen, 1986
- Die  erschröckliche Ballade derer von Grimmenstein, 1986
- Kerbhölzer, 1983
- Herr Kaspar und der grosse Bär, 1970
- Deutsch Dütsch und andere schwere Sprachen, 1970[2]
- Segreti dei mari, 1967[2]
- Flieg nicht zu hoch, Ikaros! 1960
- Das unvergängliche Bild, 1958
- Ein Reich geht unter, 1957
- Der Silberreiter, 1955

Das letzte Buch (Die sieben Vespasiane) wurde nie veröffentlicht und besteht nur noch in Form eines Manuskriptes.